# Першин, Николай Фёдорович
Николай Фёдорович Першин (14 (27) декабря 1902 — 9 июля 1962) — российский артист, чтец-декламатор. Заслуженный артист РСФСР (1956).
В 1922—1924 гг. учился у Василия Серёжникова, затем у Александра Закушняка.
Дебютировал на концертной эстраде в 1924 году, выступая со стихами Владимира Маяковского, Николая Асеева, Василия Каменского, Иосифа Уткина, Владимира Луговского, Александра Безыменского. В годы Великой Отечественной войны выступал с военной поэзией таких авторов, как Николай Тихонов, Александр Твардовский, Павел Антокольский, Константин Симонов, Александр Сурков, Сергей Михалков, Александр Прокофьев. В дальнейшем подготовил также литературные композиции по романам Александра Фадеева «Молодая гвардия» (1946), Петра Павленко «Счастье» (1947), Василия Ажаева «Далеко от Москвы» (1950), Фёдора Достоевского «Белые ночи» (1957), однако в первую очередь оставался пропагандистом советской поэзии. Многие отзывы о работе Першина особенно выделяли исполнение им стихов Сергея Есенина. Запись фрагментов поэмы «Анна Снегина» и ряда стихотворений Есенина в исполнении Першина была выпущена на диске фирмы «Мелодия» в 1967 году.
Похоронен на Новодевичьем кладбище.